# VRR (Северный Рейн-Вестфалия)
Транспортное объединение Рейн-Рур (нем. Verkehrsverbund Rhein-Ruhr (VRR)) — крупнейший транспортное управление Рейнско-Рурского региона федеральной земли Северный Рейн-Вестфалия (Германия), объединяющий единую систему скоростных пригородно-городских электропоездов S-Bahn и все другие виды местного наземного общественного транспорта в единый комплекс. В регионе VRR существуют единые проездные билеты, действительные для всех видов общественного транспорта (кроме такси).

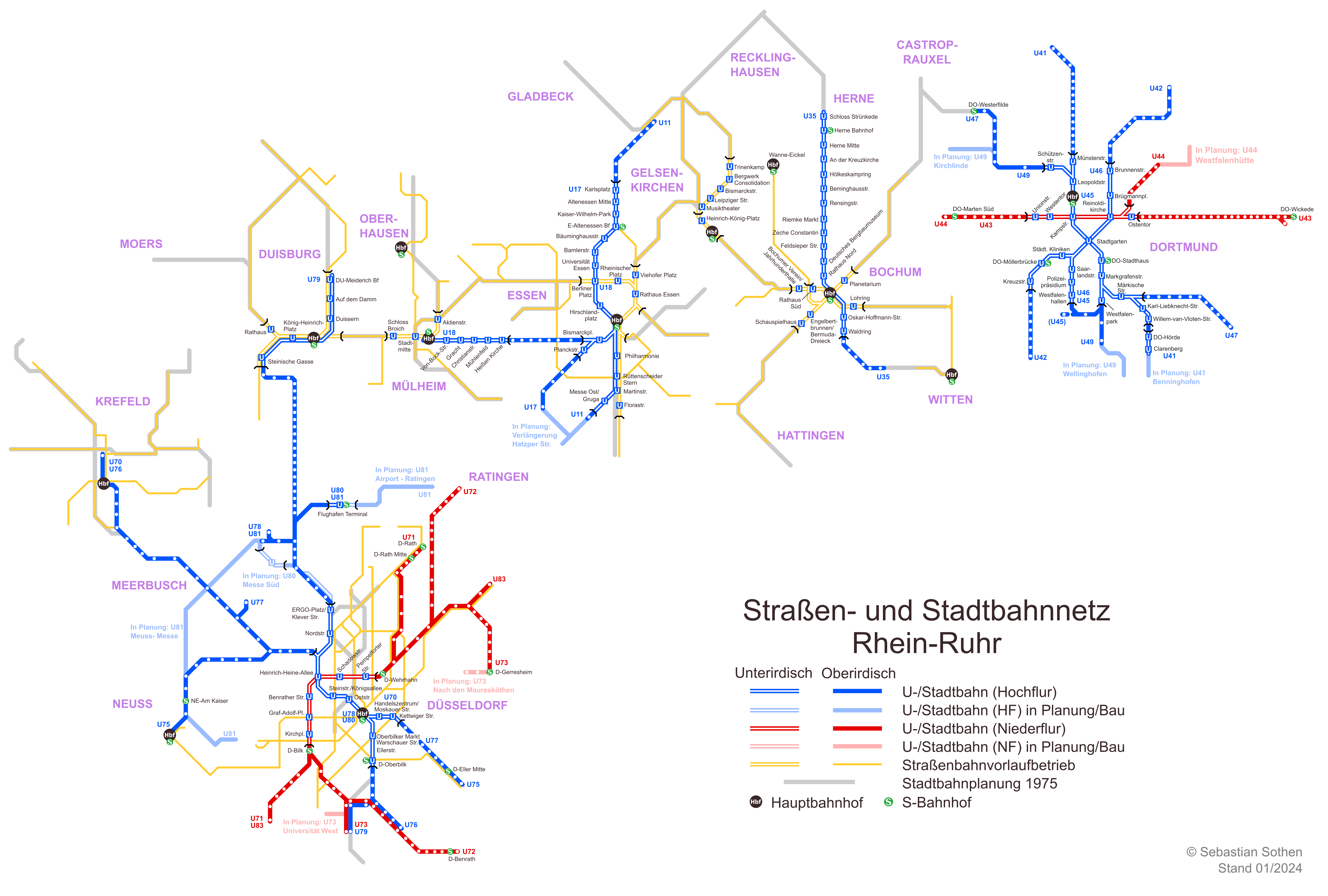
Схема скоростного рельсового транспорта Рейнско-Рурского региона

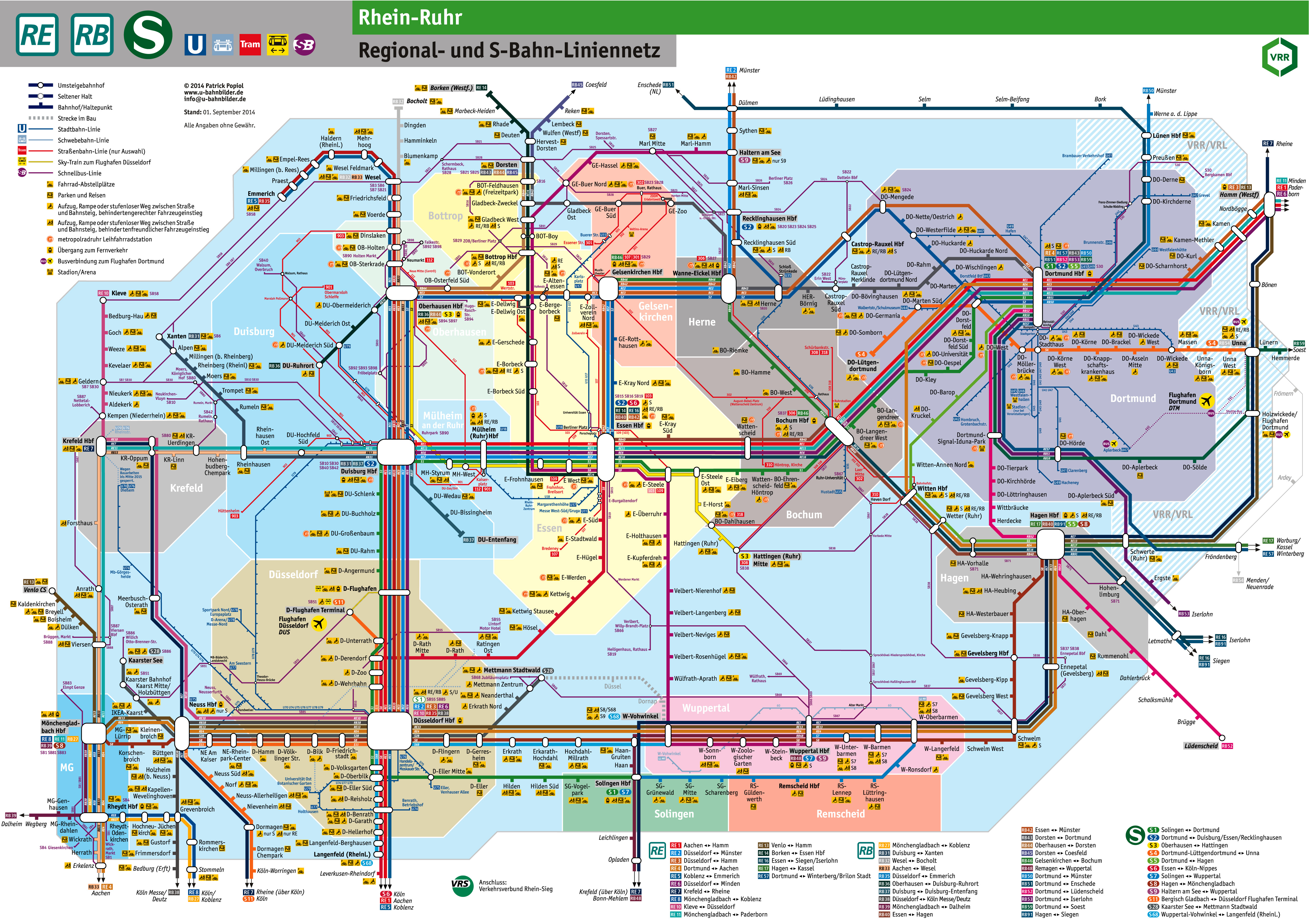
Схема пассажирских рельсовых линий VRR на 2014 год

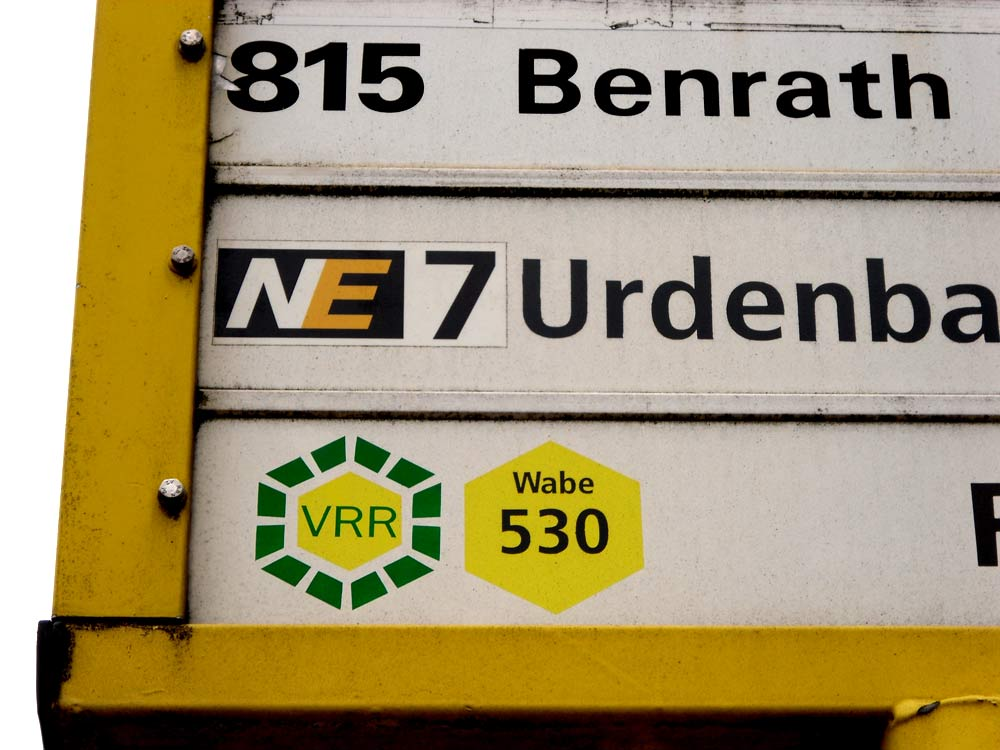
Старый логотип VRR (до 2010 года) на автобусных остановках

Регион VRR

## Общая характеристика
Регион VRR включает в себя преобладающую часть Большого Рура, частично территории равнинного Нижнего Рейна и горно-холмистые пространства Горной страны (Bergische Land). В состав территории входит и столица земли Дюссельдорф, а официальный главный офис VRR находится в центре города Гельзенкирхен.
Транспортное объединение VRR координирует работу всех видов местного наземного общественного транспорта, отвечает за качество предоставляемых услуг, разрабатывает тарифы, занимается реализацией проездных билетов и поддерживает связи с общественностью посредством прессы. Правительство Северного Рейна Вестфалии поручило VRR содержать центр электронного менеджмента по оплате за проезд (KCEFM) и иметь службу безопасности на транспорте (KCS).

## Города и общины
В регион, непосредственно обслуживаемый VRR, входят следующие 90 городов и общин:
| - Альпен (Alpen) (16) - Бедбург-Хау (Bedburg-Hau) (82) - Ботроп (Bottrop) (25) - Бохум (Bochum) (36) - Бреккерфельд (Breckerfeld) (67) - Брюгген (Brüggen) (20) - Вальтроп (Waltrop) (29) - Вахтендонк (Wachtendonk) (01) - Везель (Wesel) (03) - Веттер (Рур) (Wetter (Ruhr)) (47) - Веце (Weeze) (86) - Виллих (Willich) (41) - Виттен (Witten) (47) - Вупперталь (Wuppertal) (65,66) - Вюльфрат (Wülfrath) (54) - Гельдерн (Geldern) (04) - Гельзенкирхен (Gelsenkirchen) (26) - Гевельсберг (Gevelsberg) (67) - Гладбек (Gladbeck) (25) - Гох (Goch) (86) - Гревенброх (Grevenbroich) (61) - Грефрат (Grefrath) (21) - Даттельн (Datteln) (18) - Динслакен (Dinslaken) (13) - Дормаген (Dormagen) (62) - Дорстен (Dorsten) (05) - Дортмунд (Dortmund) (37,38) - Дуйсбург (Duisburg) (23, 33) - Дюссельдорф (Düsseldorf) (43,53) - Золинген (Solingen) (74) | - Зонсбек (Sonsbeck) (84) - Иссум (Issum) (04) - Йюхен (Jüchen) (72) - Калькар (Kalkar) (78) - Камп-Линтфорт (Kamp-Lintfort) (02) - Карст (Kaarst) (52) - Кастроп-Рауксель (Castrop-Rauxel) (28) - Кевелар (Kevelaer) (85) - Кемпен (Kempen) (21) - Керкен (Kerken) (01) - Клеве (Kleve) (80) - Коршенбройх (Korschenbroich) (51) - Краненбург (Kranenburg) (81) - Крефельд (Krefeld) (32) - Ксантен (Xanten) (83) - Лангенфельд (Langenfeld (Rheinland)) (73) - Марль (Marl) (15) - Мербуш (Meerbusch) (42) - Меттман (Mettmann) (54) - Мёнхенгладбах (Mönchengladbach) (50) - Мёрс (Moers) (22) - Монхайм (Monheim am Rhein) (73) - Мюльхайм-ан-дер-Рур (Mülheim an der Ruhr) (34) - Неттеталь (Nettetal) (20) - Нидеркрюхтен (Niederkrüchten) (60) - Нойкирхен-Флюн (Neukirchen-Vluyn) (11) - Нойс (Neuss) (52) - Оберхаузен (Oberhausen) (24) - Ор-Эркеншвик (Oer-Erkenschwick) (18) - Райнберг (Rheinberg) (12) | - Ратинген (Ratingen) (44) - Реклингхаузен (Recklinghausen) (17) - Ремшайд (Remscheid) (75) - Реc (Rees) (79) - Роммерскирхен (Rommerskirchen) (63) - Тёнисфорст (Tönisvorst) (21) - Удем (Uedem) (77) - Фельберт (Velbert) (55) - Фёрде (Voerde) (13) - Фирзен (Viersen) (31) - Хаген (Hagen) (58) - Хайлигенхаус (Heiligenhaus) (44) - Хальтерн-ам-Зе (Haltern am See) (06) - Хамминкельн (Hamminkeln) (88) - Хан (Haan) (64) - Хаттинген (Hattingen) (46) - Хердекке (Herdecke) (47) - Херне (Herne) (27) - Хертен (Herten) (17) - Хильден (Hilden) (64) - Хюнксе (Hünxe) (14) - Швальмталь (Schwalmtal (Niederrhein)) (30) - Швельм (Schwelm) (67) - Шермбек (Schermbeck) (14) - Шпрокхёфель (Sprockhövel) (46) - Штрален (Straelen) (10) - Эммерих (Emmerich) (71) - Эннепеталь (Ennepetal) (67) - Эркрат (Erkrath) (64) - Эссен (Essen) (35,45) |

## Деятельность в цифрах (по состоянию на 2010 год)
- 1016 транспортных маршрутов, из них:
  - 49 междугородних поездов:
    - 15 региональных экспрессов
    - 22 региональных поезда
    - 12 электропоездов (электричек)

  - 935 городских маршрутов:
    - 20 линий метротрама
    - 43 трамвайных линий
    - 3 монорельсовых автоматических подвесных линии (2 в университете Дортмунда и 1 в аэропорту Дюссельдорфа)
    - 1 подвесная неавтоматическая линия монорельса («Швебебан») в Вуппертале
    - 6 линий троллейбуса (все в Золингене, из которых одна идёт в Вупперталь-Фовинкель)
    - 894 автобусных маршрута
- 236,1 миллиона пассажирокилометров
- 12 000 километров общей сети линий
- 11 500 оборудованных остановок
- 868 миллионов евро дохода
- 5 000 автобусов и вагонов
- примерно 1 460 000 000 пассажиров в год.
- годовая выручка 969 800 000 евро

С 2002 по 2006 год число маршрутов увеличилось с 789 до 984. Соответственно, количество пройденных километров выросло с 241 до 279,5 миллиона километров.

## Перспективы
С 1 января 2012 года вступило в силу новое тарифное соглашение между транспортным объединением «Рейн-Рур» (VRR) и транспортным объединением Нижнего Рейна (VGN). По-существу, эти две транспортные системы объединились. Для нового объединения сохранилось прежнее название VRR. Тарифные зоны «1-4» VGN вольются в тарифные зоны «A-D» VRR. В связи со значительным расширением территории была введена тарифная зона «E». В целом тарифы подверглись существенным изменениям. Для пользователей месячного проездного билета ABO Ticket 2000 значительно расширилась возможность поездок в выходные дни.